# Nová Ves (Frýdlant nad Ostravicí)
Nová Ves (německy Neudorf) je velká vesnice, část města Frýdlant nad Ostravicí v okrese Frýdek-Místek. Nachází se asi 2 km na jihovýchod od Frýdlantu nad Ostravicí. V roce 2009 zde bylo evidováno 525 adres. V roce 2001 zde trvale žilo 1010 obyvatel.
Nová Ves leží v katastrálním území Nová Ves u Frýdlantu nad Ostravicí o rozloze 4,8 km2.